# كرونوس ديجيتال إنترتنمنت
كرونوس ديجيتال إنترتنمنت (بالإنجليزية: Kronos Digital Entertainment)، هي شركة أمريكية سابقة كانت تطوير ألعاب الفيديو، تأسست الشركة سنة 1992، وأعلنت حلها سنة 2002، وكانت الشركة تقع في باسادينا بولاية كاليفورنيا الأمريكية.